# 南魚沼市地球温暖化対策地域協議会
南魚沼市地球温暖化対策地域協議会（みなみうおぬましちきゅうおんだんかたいさくちいききょうぎかい）とは、改正地球温暖化対策推進法（温対法）において新たに規定されて、行政、事業者、住民等が連携して日常生活での地球温暖化への対策に取り組むため市町村に設立される協議会で、新潟県南魚沼市では2012年（平成24年）1月20日に設立された。

## 目的
- 京都議定書における温室効果ガス削減目標を達成するために、民生部門における温室効果ガスの排出量を削減するため組織され、地球温暖化問題に対する意識や知識の高揚を図るとともに、効果的な対策についての情報提供等を行い、更にその取組の支援をしていく体制の整備と日常生活における温室効果ガスの削減を図ることを目的とする。
  - 南魚沼版スローライフの定着を図り、省エネルギーに貢献し、スローフードの普及を促進する。
  - 地産地消・食育の推進（フードマイレージ）
  - ごみの減量[2]と分別の徹底 『3R：リサイクルRecycle（再循環）、リユースReuse（再使用）、リデュースReduce（減量）』、リフューズRefuse（買わない）、リペアRepair（修理）・マイバッグ持参運動。
  - 森林資源の活用（木質ペレット・カーボンオフセット・国内クレジット制度[3]）

## 活動内容
- 地域協議会における活動内容は、各地域協議会において決定。
  - 『南魚沼エコびと』づくり（インターネット・SNS・動画共有サービス参加利用や環境教育・認定表彰制度）
    - Facebook ・ Google+ ・ mixi ・ Twitter
    - Ustream ・ YouTube ・ ニコニコ動画
    - オフラインミーティング

  - 公共交通機関の利用促進。
    - デマンドバス・乗合タクシー・ノーカーデー・エコドライブ
    - ハイブリッドカー・電気自動車・BDF燃料・自転車

  - 再生可能エネルギー[4]・新エネルギー利用による低炭素社会の実現。
    - 地中熱[5][6]・氷室・雪室・雪氷熱利用
    - 太陽光発電・風力発電・地熱発電[7]・ヒートポンプ
    - バイオマス[8][9]・マイクロ水力発電[10][11][12]
    - ESCO事業[13]・エコキュート・エコジョーズ
    - 省エネルギー住宅・LED照明・太陽熱温水器・緑のカーテン

## 削減目標
- 削減目標は中期計画で25％（2020年度までに1990年度比：12.9万トン）、長期計画で80％（2050年度までに1990年度比）削減である。[14]
- 2012年8月8日 - 新潟県のカーボン・オフセット制度に基づき南魚沼市の「南魚沼銘水の森」間伐プロジェクトを登録。[15]

## 構成員
- 基礎自治体、都道府県センター、[16] 地球温暖化防止活動推進員、事業者、住民その他の地球温暖化対策の推進を図るための活動を行う者。

## 委員
- 会長 高野孝子（特定非営利活動法人ECOPLUS 代表理事）
- 副会長 上村宏（新潟県地球温暖化防止活動推進員）[17]

## 事務局
- 南魚沼市市民生活部環境交通課環境交通班（環境担当）